# بوتسفيورد
بوتسفيورد (بالنرويجية: Båtsfjord)‏ هي بلدية في مقاطعة فينمارك، النرويج. المركز الإداري للبلدية هي قرية بوتسفيورد. وهي المستوطنة الوحيدة في البلدية.

## المناخ
يظهر الجدول التالي التغييرات المناخية على مدار السنة لبوتسفيورد:
| البيانات المناخية لـبوتسفيورد              | البيانات المناخية لـبوتسفيورد | البيانات المناخية لـبوتسفيورد | البيانات المناخية لـبوتسفيورد | البيانات المناخية لـبوتسفيورد | البيانات المناخية لـبوتسفيورد | البيانات المناخية لـبوتسفيورد | البيانات المناخية لـبوتسفيورد | البيانات المناخية لـبوتسفيورد | البيانات المناخية لـبوتسفيورد | البيانات المناخية لـبوتسفيورد | البيانات المناخية لـبوتسفيورد | البيانات المناخية لـبوتسفيورد | البيانات المناخية لـبوتسفيورد |
| الشهر                                      | يناير                         | فبراير                        | مارس                          | أبريل                         | مايو                          | يونيو                         | يوليو                         | أغسطس                         | سبتمبر                        | أكتوبر                        | نوفمبر                        | ديسمبر                        | المعدل السنوي                 |
| ------------------------------------------ | ----------------------------- | ----------------------------- | ----------------------------- | ----------------------------- | ----------------------------- | ----------------------------- | ----------------------------- | ----------------------------- | ----------------------------- | ----------------------------- | ----------------------------- | ----------------------------- | ----------------------------- |
| المتوسط اليومي °م (°ف)                     | −6.5 (20.3)                   | −6.4 (20.5)                   | −4.4 (24.1)                   | −1.2 (29.8)                   | 3.0 (37.4)                    | 7.5 (45.5)                    | 11.0 (51.8)                   | 10.0 (50.0)                   | 6.5 (43.7)                    | 1.5 (34.7)                    | −2.2 (28.0)                   | −5.0 (23.0)                   | 1.2 (34.2)                    |
| الهطول مم (إنش)                            | 48 (1.9)                      | 38 (1.5)                      | 35 (1.4)                      | 32 (1.3)                      | 30 (1.2)                      | 39 (1.5)                      | 49 (1.9)                      | 59 (2.3)                      | 60 (2.4)                      | 59 (2.3)                      | 48 (1.9)                      | 48 (1.9)                      | 545 (21.5)                    |
| المصدر: Norwegian Meteorological Institute |                               |                               |                               |                               |                               |                               |                               |                               |                               |                               |                               |                               |                               |